# Saab 105
El Saab 105 es un avión de entrenamiento a reacción polivalente y de ataque al suelo desarrollado en los años 60 del siglo XX por Saab para la Fuerza Aérea Sueca. Su designación es SK 60. Entró por primera vez en servicio en el año 1967 como reemplazo del De Havilland Vampire.
Originalmente, disponía de dos turbofán Turbomeca Aubisque de 745 kg de empuje, fabricados bajo licencia por la Volvo Flygmotor como RM 9.
Es un monoplano de ala alta cantilever con un acusado diedro negativo alar y unidad de cola en T, tren de aterrizaje triciclo y propulsado por dos turboventiladores situados en góndolas a ambos lados del fuselaje 
Un total de 150 aviones fueron adquiridos por la Flygvapnet (Fuerza Aérea sueca), mientras que otros 40 Saab-105O (versión de producción del Saab 105XT) fueron exportados a Austria.

## Variantes
- Saab 105 : dos prototipos.

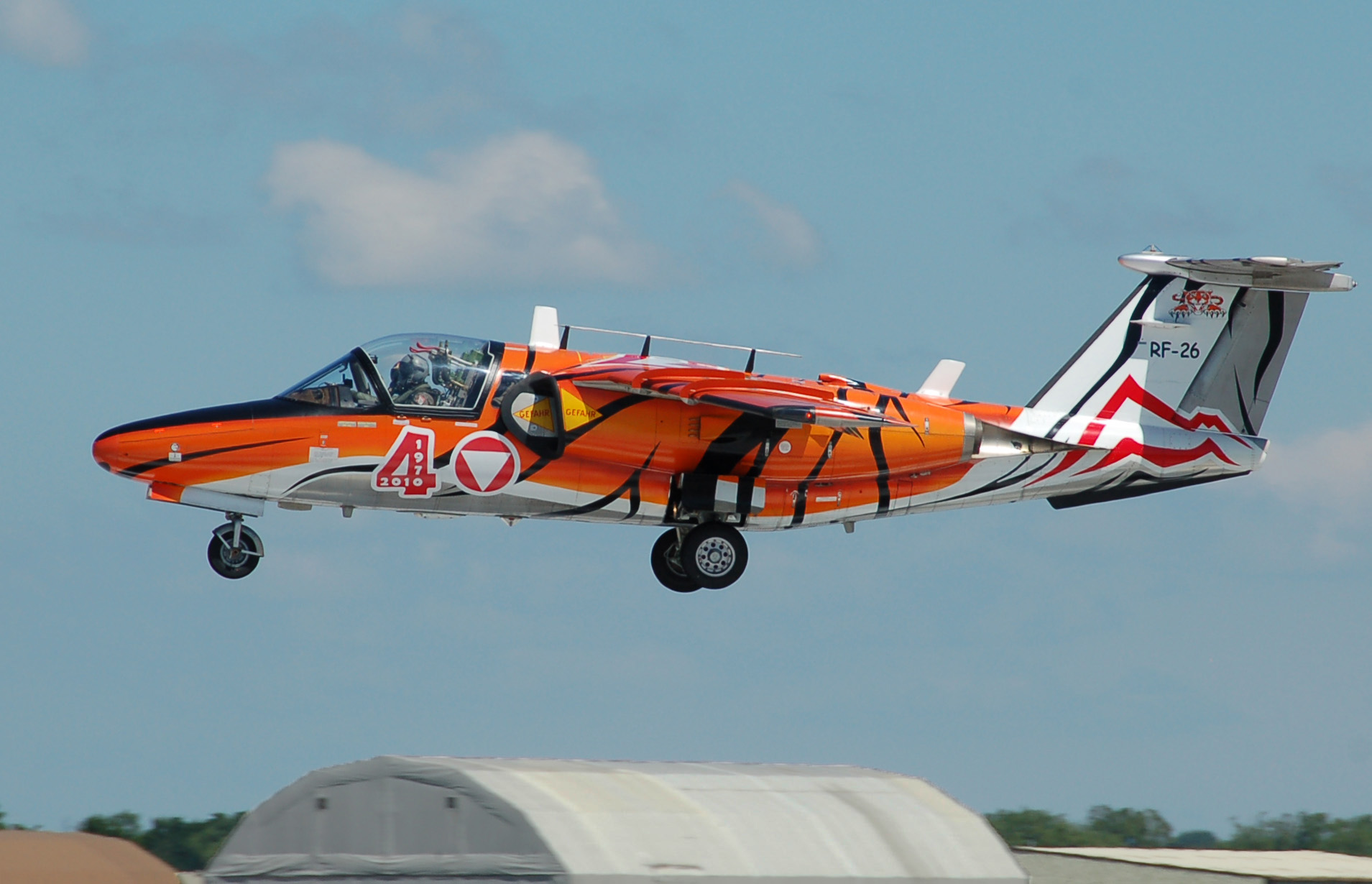
Saab 105OE de la Fuerza Aérea Austriaca.

- Sk 60A : Avión de enlace y entrenamiento biplaza de la Fuerza Aérea Sueca.
- Sk 60B : Versión biplaza especializada de ataque.
- Sk 60C : Una serie de aparatos bivalentes(ataque y reconocimiento) a partir de unidades Sk60B reconvertidas.
- Sk 60D : Versión cuatriplaza para el transporte de personas.
- Sk 60E : Versión cuatriplaza a partir de aviones SK 60A reconvertidos.
- Sk 60W : Modernización realizada en el año 1993.
- Saab 105D : Versión de jet de negocios que no tuvo éxito comercial.
- Saab 105G : Prototipo y modelo de demostración de una variante mejorada del Saab-105O, dotada con diferentes modificaciones, como la adición de aviónica avanzada y la posibilidad de llevar 2.350 kg de cargas externas; construido un ejemplar.
- Saab 105H : Versión propuesta para la Fuerza Aérea Suiza. (no se construyó).
- Saab 105O : Versión de exportación del 105XT para la Fuerza Aérea Austriaca. El primer Saab 105O fue entregado a Austria en julio de 1970. 40 fabricados.
- Saab 105S : Versión propuesta para la Fuerza Aérea Finlandesa. Seleccionó en su lugar el BAE Hawk
- Saab 105XT : Versión mejorada del SK 60B con prestaciones mejoradas y mayor carga de armamento como resultado de la instalación de dos turborreactores General Electric J85-17B más potentes; el ala fue reforzada para admitir una carga externa de 2.000 kg de armas..

## Especificaciones (Saab 105OE)
Referencia datos: Enciclopedia Ilustrada de la Aviación Vol. 12 pag. 2876

### Características generales
- Tripulación: 2 (Instructor y estudiante)
- Longitud: 10,80 m
- Envergadura: 9,50 m
- Altura: 2,70 m
- Superficie alar: 16,30 m²
- Peso vacío: 2.565 kg
- Peso máximo al despegue: 6500 kg
- Planta motriz: 2× Turborreactor General Electric J85-17B.
  - Empuje normal: 7,5 kN (764 kgf; 1684 lbf) de empuje cada uno.

### Rendimiento
- Velocidad nunca excedida (Vne): 970 km/h
- Alcance: 2300 km (1242 nmi; 1429 mi)
- Techo de vuelo: 12 300 m (40 354 ft)

### Armamento
- Cañones: 2 pods con cañones defa o similar , junto a la munición× Un pod SU34zo con un DEFA 30mm junto con 250 municiones por pod
- Puntos de anclaje: 6 con una capacidad de 2.000 kg, para cargar una combinación de:  
  - Bombas: bombas de 100,227 o 500 kg
  - Misiles: RB-24 sidewinder
  - Otros: pods de lectura de radiación

## Usuarios
AustriaFuerza Aérea Austriaca.
 SueciaFuerza Aérea Sueca.